# Marian Markowski (kapitan)
Marian Adam Józef Markowski (ur. 19 sierpnia 1890 w Zagórzu, zm. 12 grudnia 1941 w KL Buchenwald) – kapitan administracji Wojska Polskiego, działacz niepodległościowy. 

## Życiorys
Urodził się 19 sierpnia 1890 w Zagórzu, w rodzinie Józefa i Salomei z Brodowiczów. Od 1 lipca 1912 należał do Polowych Drużyn Sokolich w Sieniawie.
16 sierpnia 1914 wstąpił do Legionów Polskich i został przydzielony do 15. kompanii IV batalionu 2 Pułku Piechoty. Później służył w 4 Pułku Piechoty i Departamencie Wojskowym Naczelnego Komitetu Narodowego. Na stopień chorążego kancelaryjnego został mianowany 1 stycznia 1917. Był przydzielony do Krajowego Inspektoratu Zaciągu. W lipcu 1917, po kryzysie przysięgowym, wstąpił do Polskiego Korpusu Posiłkowego i został przydzielony do 2 Pułku Piechoty. Po bitwie pod Rarańczą (15-16 lutego 1918) został internowany w Huszt.
31 października 1918 został przyjęty do Wojska Polskiego, mianowany podporucznikiem ze starszeństwem od 1 marca 1918 i przydzielony do Krajowego Inspektoratu Zaciągu. W kwietniu 1919 został przydzielony do Powiatowej Komendy Uzupełnień Piotrków, a później do Powiatowej Komendy Uzupełnień 26 pp w Radomsku. 21 grudnia 1920 został zatwierdzony z dniem 1 kwietnia 1920 w stopniu porucznika, w piechocie, w grupie oficerów byłych Legionów Polskich. Jego oddziałem macierzystym był 26 Pułk Piechoty. Na początku 1922 został formalnie przeniesiony do rezerwy i jako oficer rezerwy zatrzymany w służbie czynnej na stanowisku oficera ewidencyjnego w Powiatowej Komendzie Uzupełnień Końskie. W 1924 został przemianowany na oficera zawodowego w stopniu porucznika ze starszeństwem z 1 lipca 1919 i 2. lokatą w korpusie oficerów administracji, dział kancelaryjny i przydzielony do PKU Końskie na stanowisko I referenta. W lutym 1926, w związku z wprowadzeniem nowej organizacji służby poborowej na stopie pokojowej, został wyznaczony na stanowisko pełniącego obowiązki kierownika I referatu administracji rezerw PKU Końskie. 19 marca 1928 został mianowany kapitanem ze starszeństwem z 1 stycznia 1928 i 4. lokatą w korpusie oficerów administracji, dział kancelaryjny. We wrześniu 1930 został przeniesiony do PKU Wieluń na stanowisko kierownika I referatu administracji rezerw. Z dniem 30 września 1931 został przeniesiony w stan spoczynku. W 1934, jako oficer stanu spoczynku pozostawał w ewidencji  PKU Końskie.
22 sierpnia 1940 został osadzony w obozie koncentracyjnym Buchenwald, w którym 12 grudnia 1941 zginął.

## Ordery i odznaczenia
- Krzyż Niepodległości – 18 października 1932 „za pracę w dziele odzyskania niepodległości”[20]
- Krzyż Walecznych[14]
- Odznaka Pamiątkowa Więźniów Ideowych[2]